# 린체니아
린체니아(Rinchenia)는 중생대 백악기 후기 지금의 몽골 지역에서 살았던 공룡이다. 속명의 뜻은 화석을 발견한 비암빈 린첸(Byambyn Rinchen)의 이름을 따서 명명되었다.

## 발견

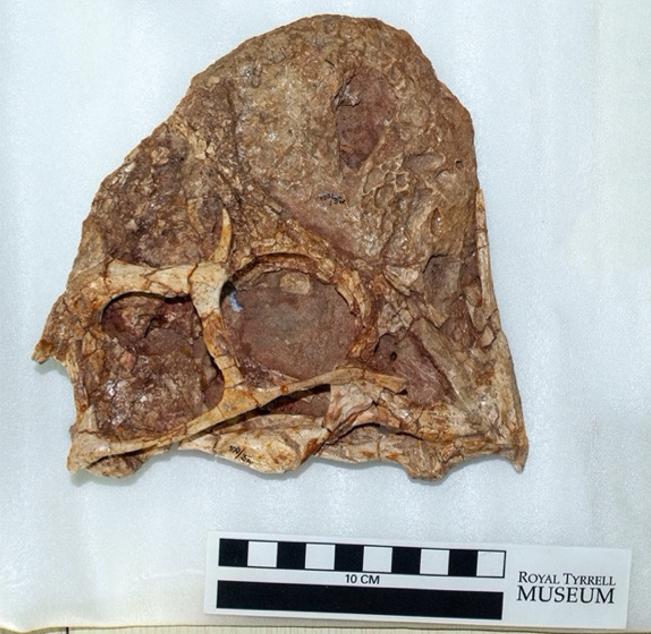
린체니아의 화석 조각

린체니아의 화석은 1984년 오비랍토르류 골격이 화석이 많이 발견되었던 고비 사막에서 발견되었다. 새로 수집된 표본은 두개골과 아래턱 전체, 거의 완전한 척추, 앞다리, 골반 띠가 있는 부분적 뒷다리가 포함되어 있었다. 이후 1986년에 몽골 고생물학자 린첸 바르스볼드(Rinchen Barsbold)가 이 표본을 사용하여 새로운 종을 기술했다.

## 특징
린체니아의 몸길이는 1.7 m (5.6 ft)이고, 몸무게는 약 25 kg (55 lb)일 것으로 추측된다. 뼈대와 화석의 보존 상태 등을 보면 오비랍토르와는 여러 차이점들이 있었는데, 린체니아의 골격은 오비랍토르보다 가볍고 튼튼하지 않았으며, 오비랍토르와 달리 발견 당시 화석이 잘 보존된 상태였다.